# Haiweeit
Haiweeit ist ein selten vorkommendes Mineral aus der Mineralklasse der „Silikate und Germanate“ mit der chemischen Zusammensetzung Ca(UO2)2(Si5O12)(OH)2·6H2O und damit chemisch gesehen ein wasserhaltiges Calcium-Uranyl-Silikat mit zusätzlichen Hydroxidionen.
Haiweeit kristallisiert im orthorhombischen Kristallsystem und entwickelt kurze, nadelige oder flockenartige Kristalle, aber auch radialstrahlige Mineral-Aggregate von hellgelber bis grünlichgelber Farbe. Die Oberflächen der durchscheinenden Kristalle zeigen perlmuttähnlichem Glanz auf den Oberflächen.

## Etymologie und Geschichte
Erstmals entdeckt wurde Haiweeit im Haiwee Reservoir, einer Uran-Vererzungen in Granit in den Coso Mountains im Inyo County des US-Bundesstaates Kalifornien. Die Erstbeschreibung des Minerals erfolgte 1959 durch Thomas Chester McBurney und Joseph Murdoch, die es nach dessen Typlokalität benannten.
Ein Aufbewahrungsort für das Typmaterial von Haiweeit ist nicht bekannt.

## Klassifikation
In der veralteten 8. Auflage der Mineralsystematik nach Strunz gehörte der Haiweeit zur Mineralklasse der „Silikate“ und dort zur Abteilung „Neso-Subsilikate“, wo er gemeinsam mit Weeksit sowie im Anhang mit Calcioursilit, Soddyit und Ursilit in der „Weeksit-Gruppe (UO2 : SiO2 = 1 : 3)“ mit der Systemnummer VIII/A’.15 steht.
In der zuletzt 2018 überarbeiteten Lapis-Systematik nach Stefan Weiß, die formal auf der alten Systematik von Karl Hugo Strunz in der 8. Auflage basiert, erhielt das Mineral die System- und Mineralnummer VIII/H.37-020. Dies entspricht der Klasse der „Silikate“ und dort der Abteilung „Schichtsilikate“, wo Haiweeit zusammen mit Coutinhoit, Metahaiweeit und Weeksit eine unbenannte Gruppe mit der Systemnummer VIII/H.37 bildet.
Die von der International Mineralogical Association (IMA) zuletzt 2009 aktualisierte 9. Auflage der Strunz’schen Mineralsystematik ordnet den Haiweeit in die Klasse der „Silikate und Germanate“ und dort in die Abteilung „Inselsilikate (Nesosilikate)“ ein. Hier ist das Mineral in der Unterabteilung „Uranyl-Insel- und Polysilikate“ zu finden, wo es zusammen mit Metahaiweeit die „Haiweeitgruppe“ mit der Systemnummer 9.AK.25 bildet.
In der vorwiegend im englischen Sprachraum gebräuchlichen Systematik der Minerale nach Dana hat Haiweeit die System- und Mineralnummer 53.03.02.02. Das entspricht der Klasse der „Silikate“ und dort der Abteilung „Inselsilikate: SiO4-Gruppen und andere Anionen komplexer Kationen“. Hier findet er sich innerhalb der Unterabteilung „Inselsilikate: SiO4-Gruppen und andere Anionen komplexer Kationen mit (UO2)“ in der „Weeksitgruppe“, in der auch Weeksit, Metahaiweeit und Coutinhoit eingeordnet sind.

## Kristallstruktur
Haiweeit kristallisiert orthorhombisch in der Raumgruppe Pbcn (Raumgruppen-Nr. 60) mit den Gitterparametern a = 18,30 Å; b = 14,23 Å und c = 17,92 Å sowie 8 Formeleinheiten pro Elementarzelle.

## Eigenschaften
Das Mineral ist durch seinen Urangehalt von über 52,8 % sehr stark radioaktiv. Unter Berücksichtigung der Mengenanteile der radioaktiven Elemente in der idealisierten Summenformel sowie der Folgezerfälle der natürlichen Zerfallsreihen wird für das Mineral eine spezifische Aktivität von etwa 85,16 kBq/g angegeben (zum Vergleich: natürliches Kalium 0,0312 kBq/g). Der zitierte Wert kann je nach Mineralgehalt und Zusammensetzung der Stufen deutlich abweichen, auch sind selektive An- oder Abreicherungen der radioaktiven Zerfallsprodukte möglich und ändern die Aktivität. Unter UV-Licht fluoresziert das Mineral schwach grünlich.

## Bildung und Fundorte
Haiweeit findet sich als Sekundärmineral in der Oxidationszone von Uran-Lagerstätten und oberflächlich aufgebrochenen Pegmatiten, entlang turmalinhöffigen Brüchen in Graniten und in Hohlräumen aus verdichtetem Sedimenten. Als Begleitminerale treten unter anderem Autunit, Meta-Autunit, Uranophan, Uranophan-beta, Phosphuranylit, Torbernit, Meta-Torbernit, Chernikovit und Opal auf (Perus District, São Paulo, Brasilien).
Es sind nur eine geringe Anzahl von Fundorten des Haiweeits bekannt, neben der Typlokalität Coso Mountains zählen dazu: Mammoth Mine in Texas, USA, Margaritas No.1 Mine, Nopal Mine, und Animas Mine in Chihuahua, Mexiko, Ningyo-Toge Mine (Ningyo-Tohge Mine) auf Honshu in Japan, Minas Gerais, Bahia und São Paulo in Brasilien, Portezuelo Hill, Ranquil District in Argentinien, Radhausberg bei Salzburg in Österreich, Saskatchewan in Kanada, Rössing Mine in Namibia und die Los Azules Mine in Chile sowie weitere Fundorte.

## Vorsichtsmaßnahmen
Auf Grund der Radioaktivität des Minerals sollten Mineralproben vom Haiweeit nur in staub- und strahlungsdichten Behältern, vor allem aber niemals in Wohn-, Schlaf- und Arbeitsräumen aufbewahrt werden. Ebenso sollte wegen der hohen Toxizität und Radioaktivität von Uranylverbindungen eine Aufnahme in den Körper (Inkorporation, Ingestion) auf jeden Fall verhindert und zur Sicherheit direkter Körperkontakt vermieden sowie beim Umgang mit dem Mineral Atemschutzmaske  und Handschuhe getragen werden.